# Laurence Modaine-Cessac
Laurence Modaine-Cessac (Douai, 28 de diciembre de 1964) es una deportista francesa que compitió en esgrima, especialista en la modalidad de florete.
Participó en cuatro Juegos Olímpicos de Verano entre los años 1984 y 1996, obteniendo una medalla de bronce en Los Ángeles 1984 en la prueba por equipos. Ganó una medalla de bronce en el Campeonato Mundial de Esgrima de 1994.

## Palmarés internacional
| Juegos Olímpicos   | Juegos Olímpicos             | Juegos Olímpicos  | Juegos Olímpicos    |
| Año                | Lugar                        | Medalla           | Prueba              |
| ------------------ | ---------------------------- | ----------------- | ------------------- |
| 1984               | Los Ángeles (Estados Unidos) | Medalla de bronce | Florete por equipos |
| Campeonato Mundial |                              |                   |                     |
| Año                | Lugar                        | Medalla           | Prueba              |
| 1994               | Atenas (Grecia)              | Medalla de bronce | Florete individual  |